# Coleophora phlomidis
Coleophora phlomidis é uma espécie de mariposa do gênero Coleophora pertencente à família Coleophoridae.